# Glochidion mehipitense
Glochidion mehipitense är en emblikaväxtart som beskrevs av Ferdinand Albin Pax och Käthe Hoffmann.
Glochidion mehipitense ingår i släktet Glochidion och familjen emblikaväxter. Inga underarter finns listade i Catalogue of Life.